# Meganoton analis
Meganoton analis là một loài bướm đêm thuộc họ Sphingidae. Loài này có ở Ấn Độ, Nepal, miền nam và đông Trung Quốc, miền bắc Thái Lan, miền bắc Việt Nam, Indonesia, Đài Loan, khu vực phía nam Viễn Đông thuộc Nga (quần đảo Kurile), Hàn Quốc và Nhật Bản.

## Sự miêu tả

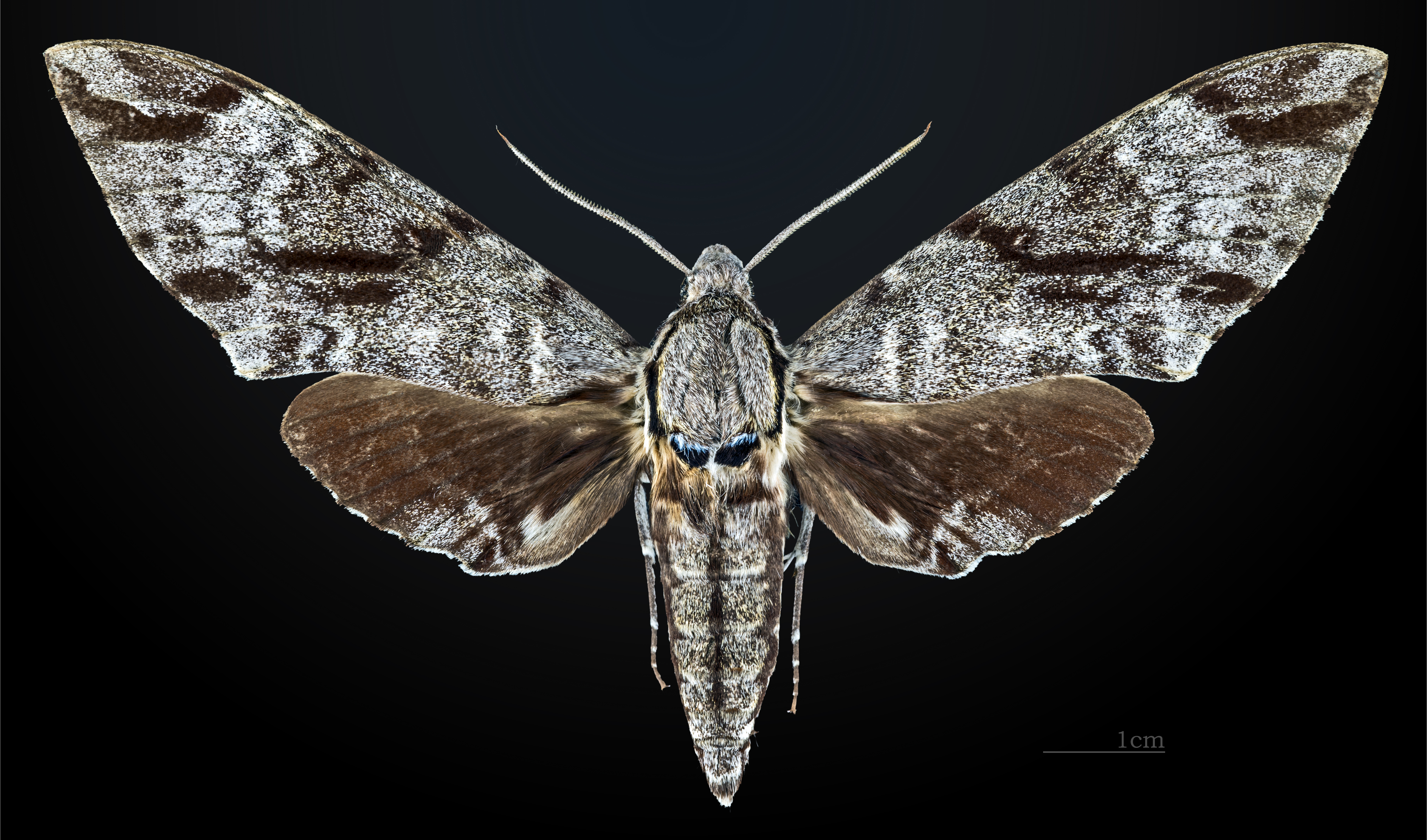
♂
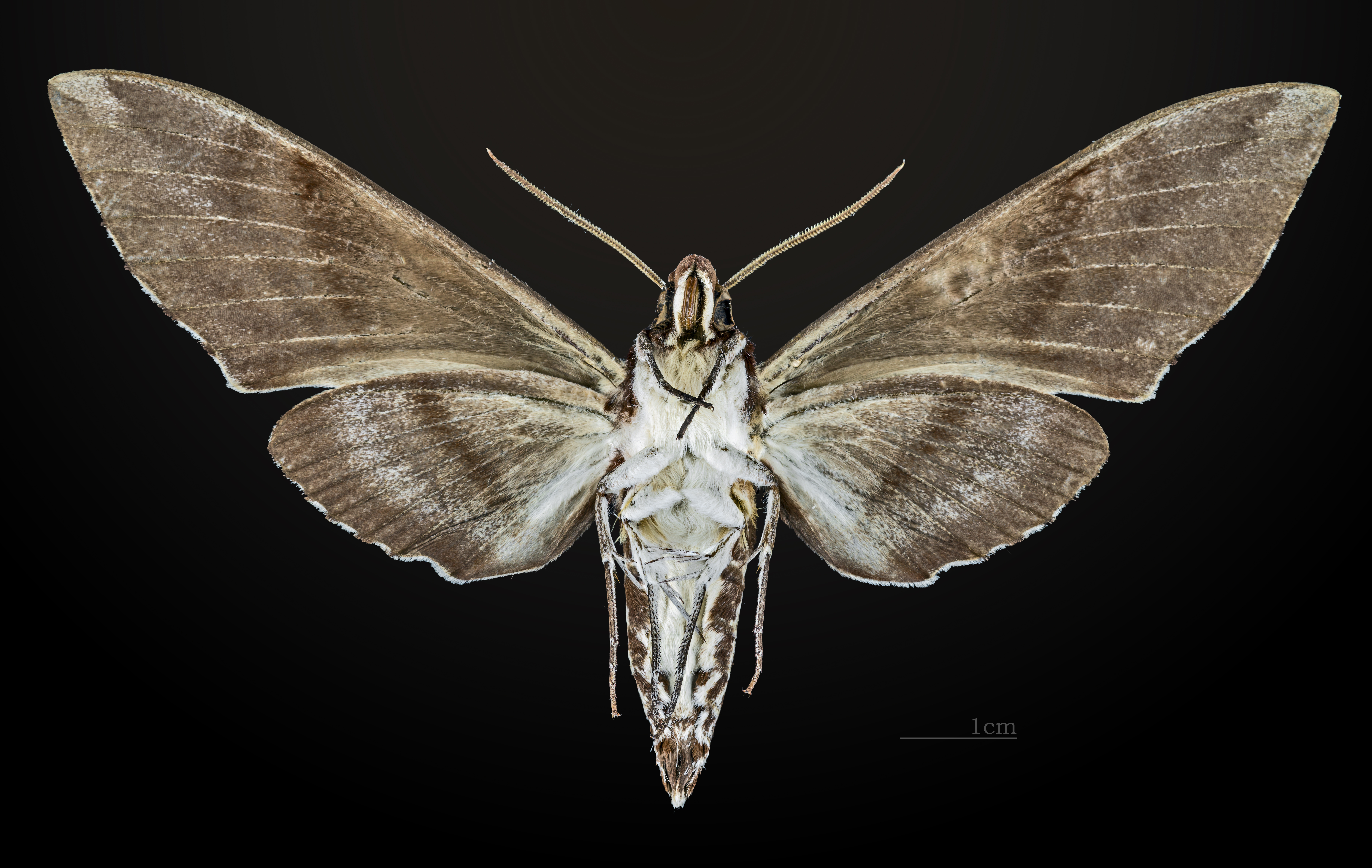
♂ △
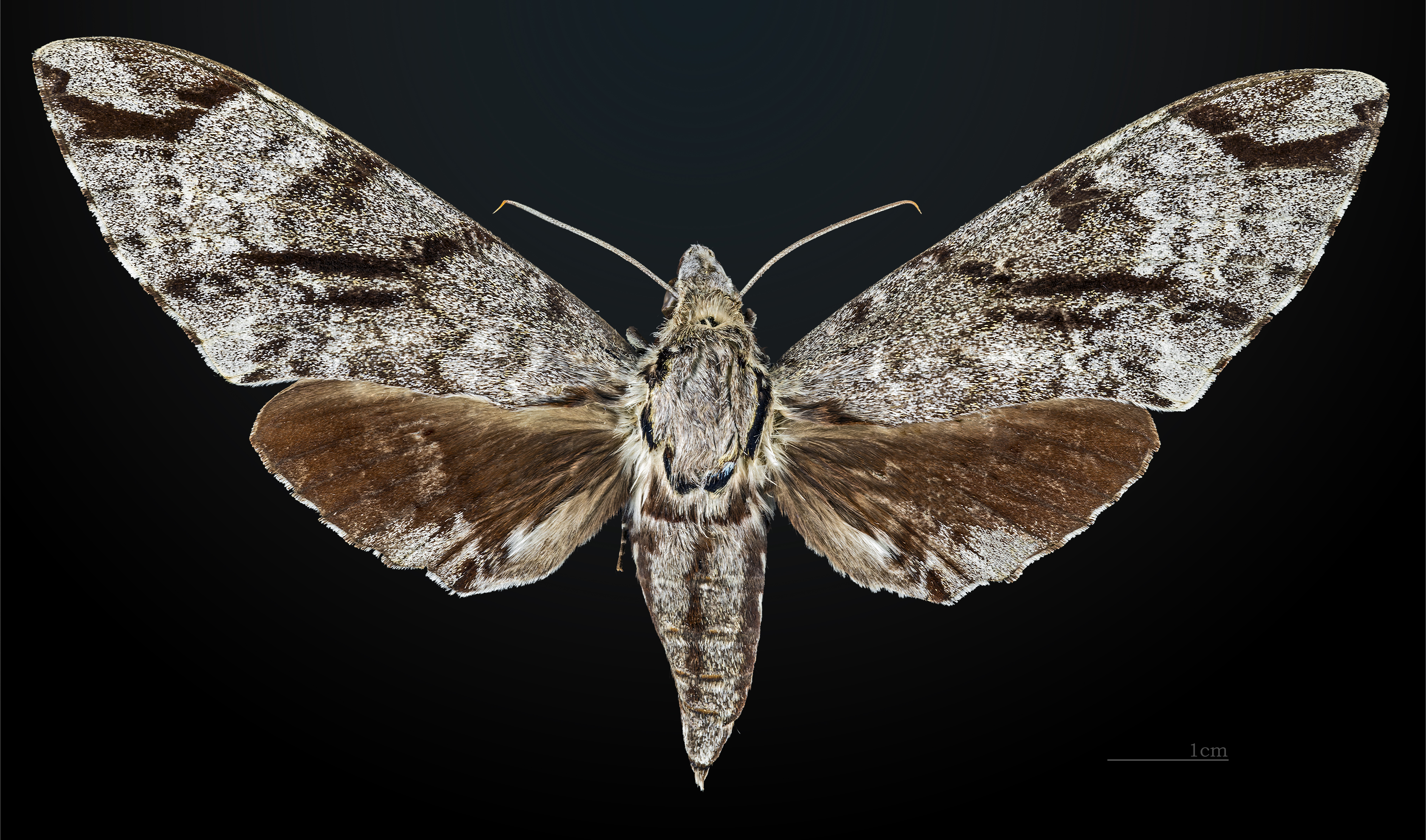
♀
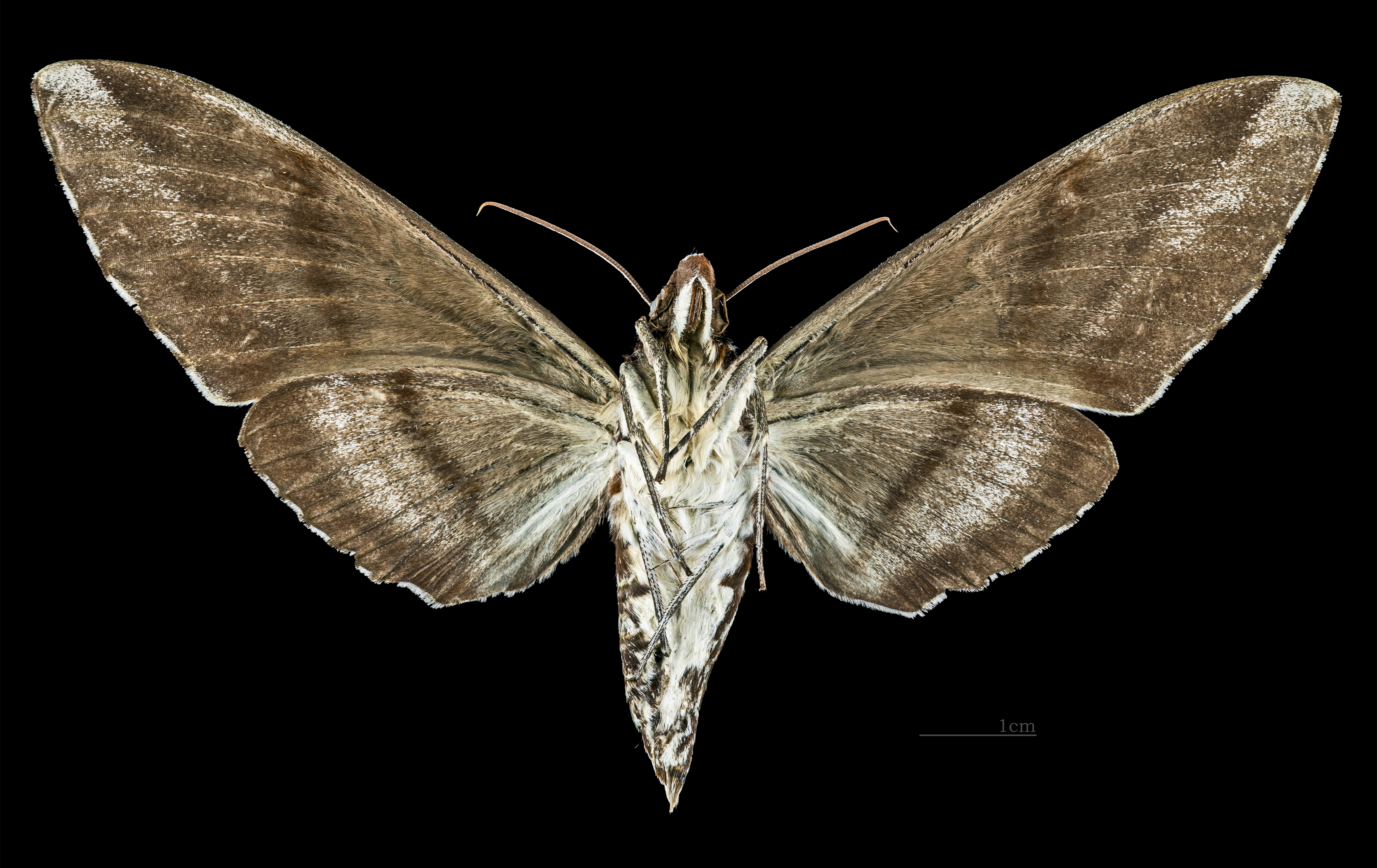
♀ △

Sải cánh từ 87–150 mm.

## Sinh học
Cá thể trưởng thanh của các loài ssp. scribae mọc cánh từ đầu tháng 6 tới đầu tháng 8 tại Hàn Quốc.
Ấu trùng được ghi nhận ăn các loài Sassafras tzuma tại Trung Quốc.
Đôi khi chúng cũng phá hại các loài Magnolia.
Ấu trùng của ssp. scribae được ghi nhận ăn loài Magnolia kobus ở Nhật Bản.

## Phân loài
- Meganoton analis analis (Ấn Độ, Nepal, miền nam Trung Quốc, miền bắc Thái Lan và miền bắc Việt Nam)[2]
- Meganoton analis gressitti Clark, 1937 (Đài Loan)[3]
- Meganoton analis scribae (Austaut, 1911) (khu vực phía nam Viễn Đông thuộc Nga (quần đảo Kurile), miền đông Trung Quốc, Hàn Quốc và Nhật Bản)[4]
- Meganoton analis sugii Cadiou & Holloway, 1989 (Sulawesi)
- Meganoton analis sumatranus Clark, 1924 (Borneo, Sumatra)[5]

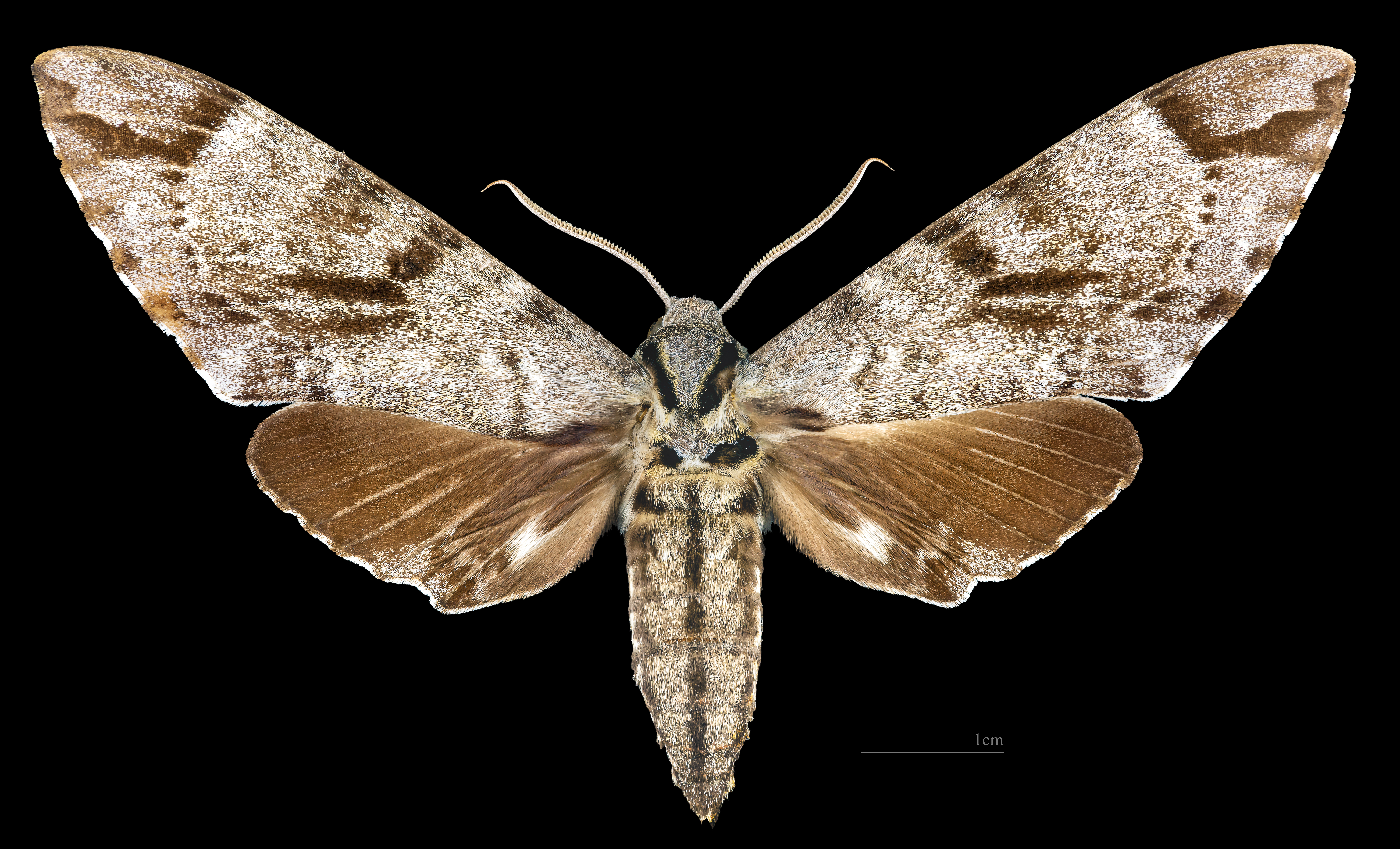
Meganoton analis scribae  ♂
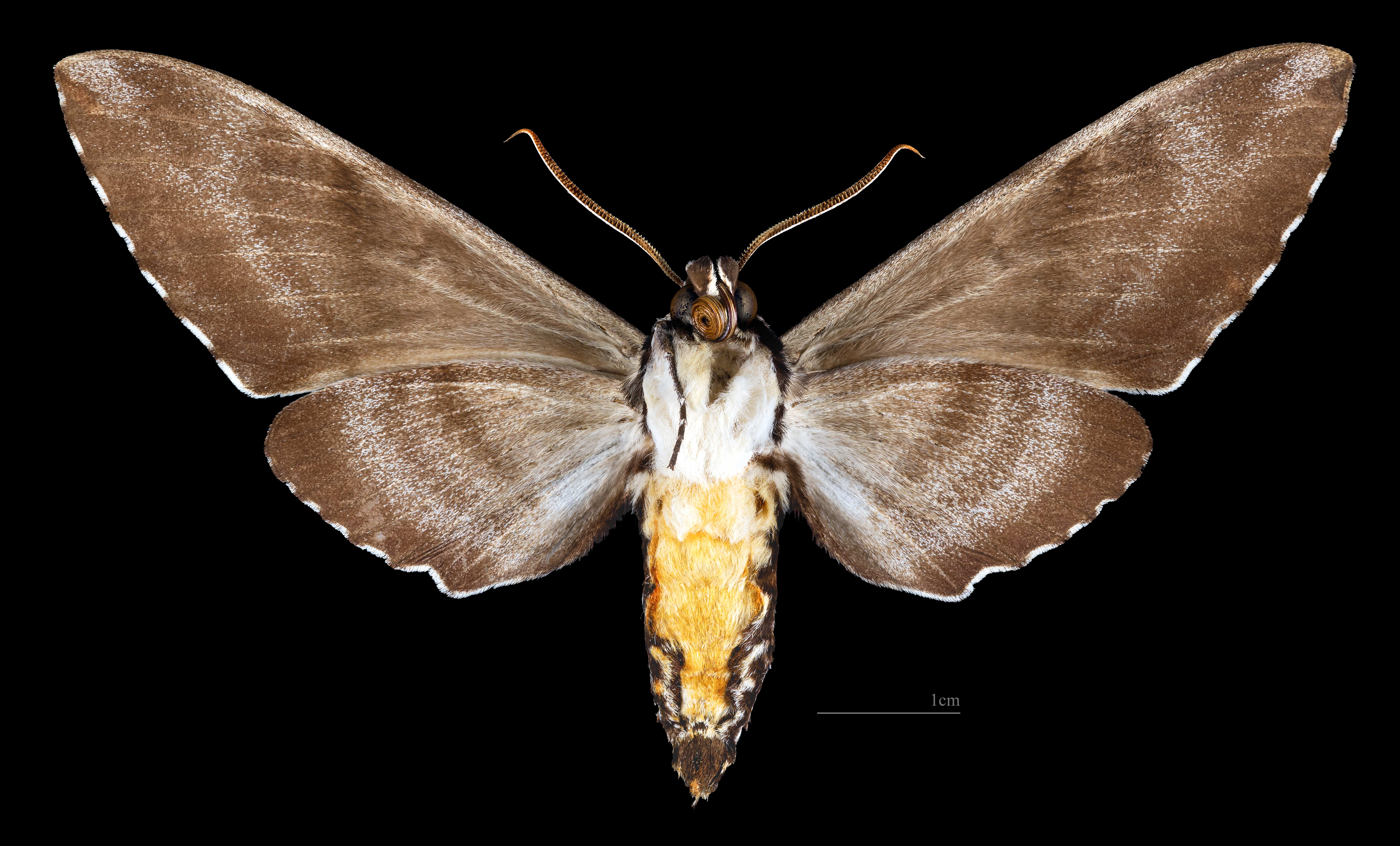
Meganoton analis scribae  ♂ △
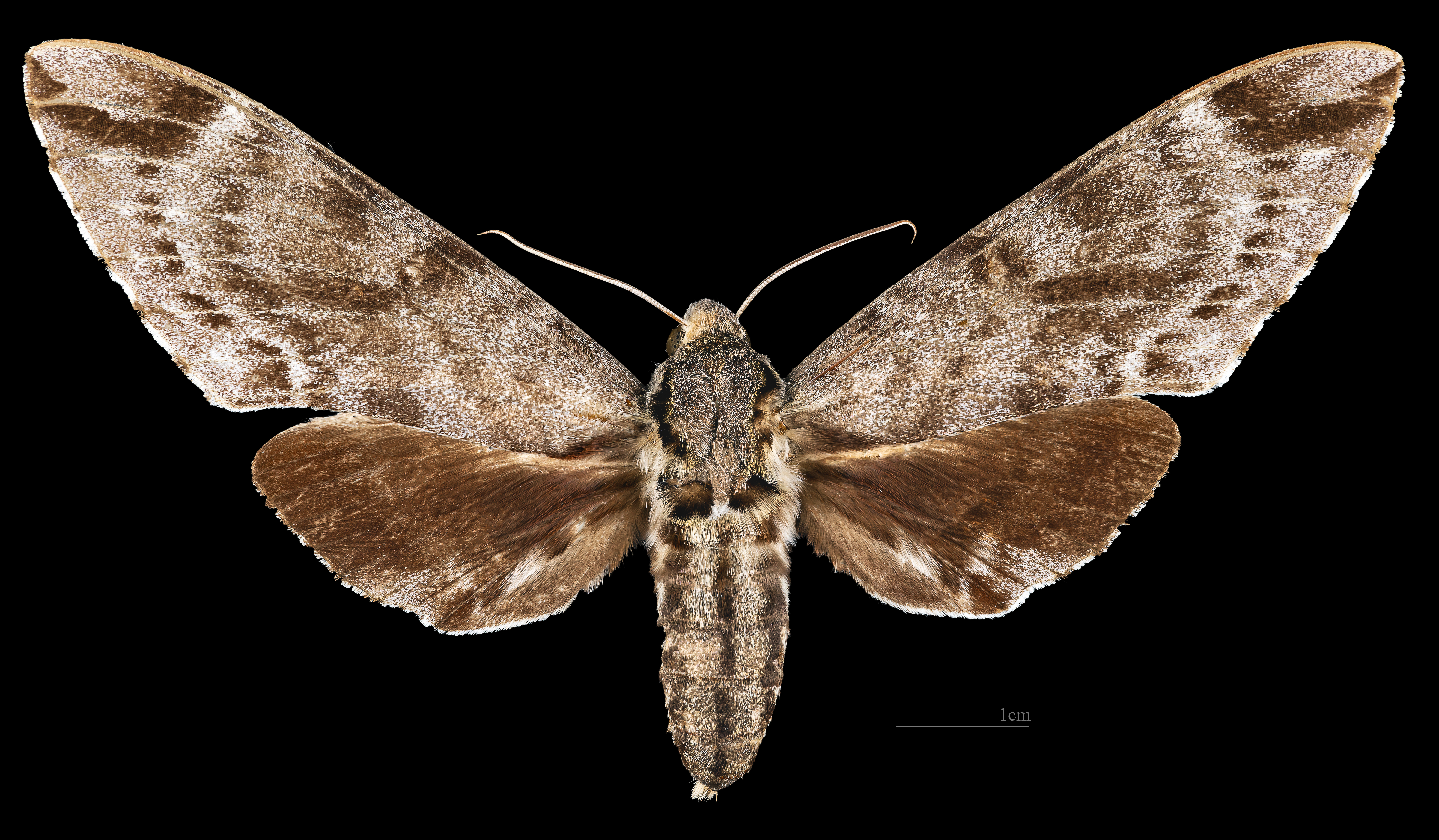
Meganoton analis scribae ♀
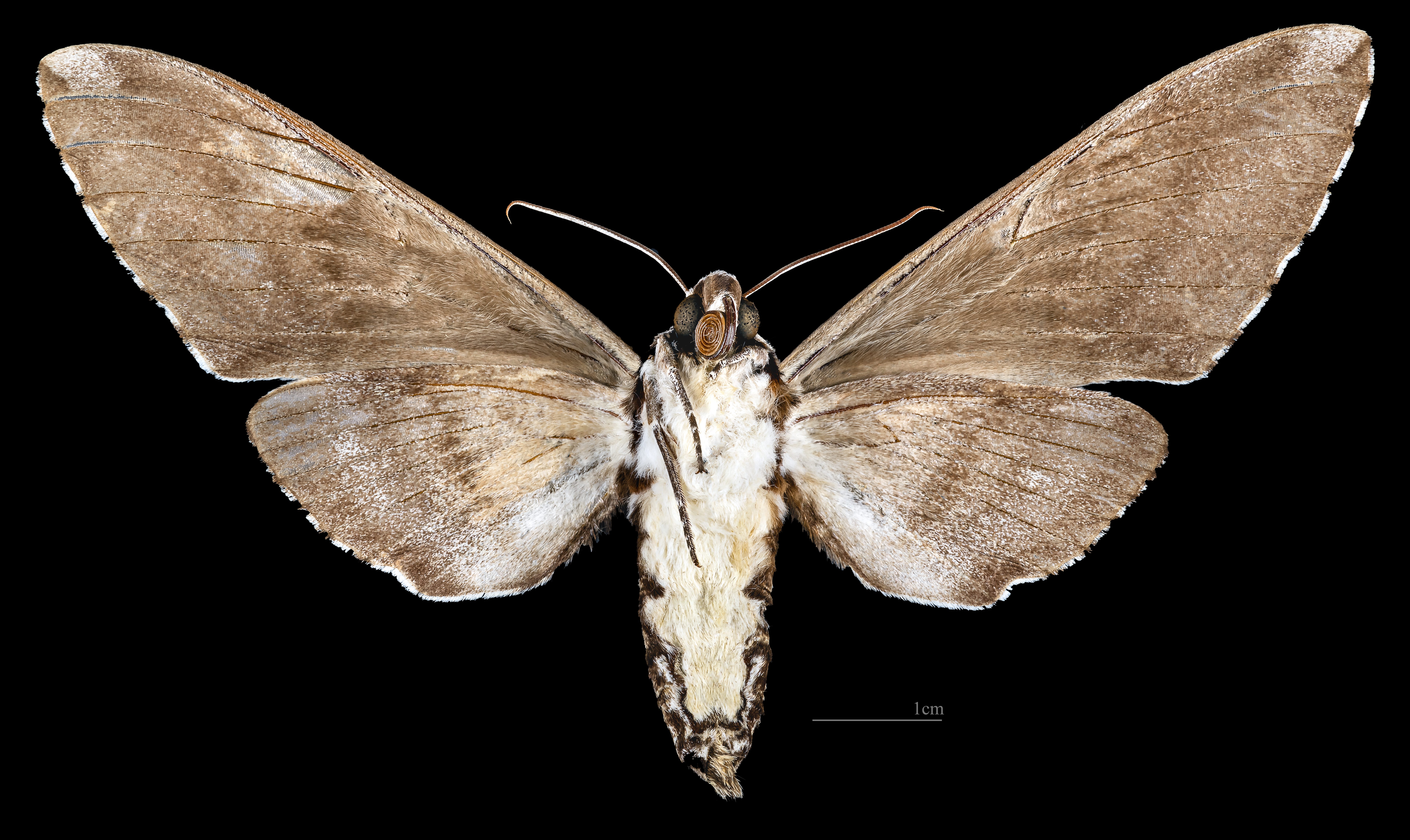
Meganoton analis scribae  ♀ △

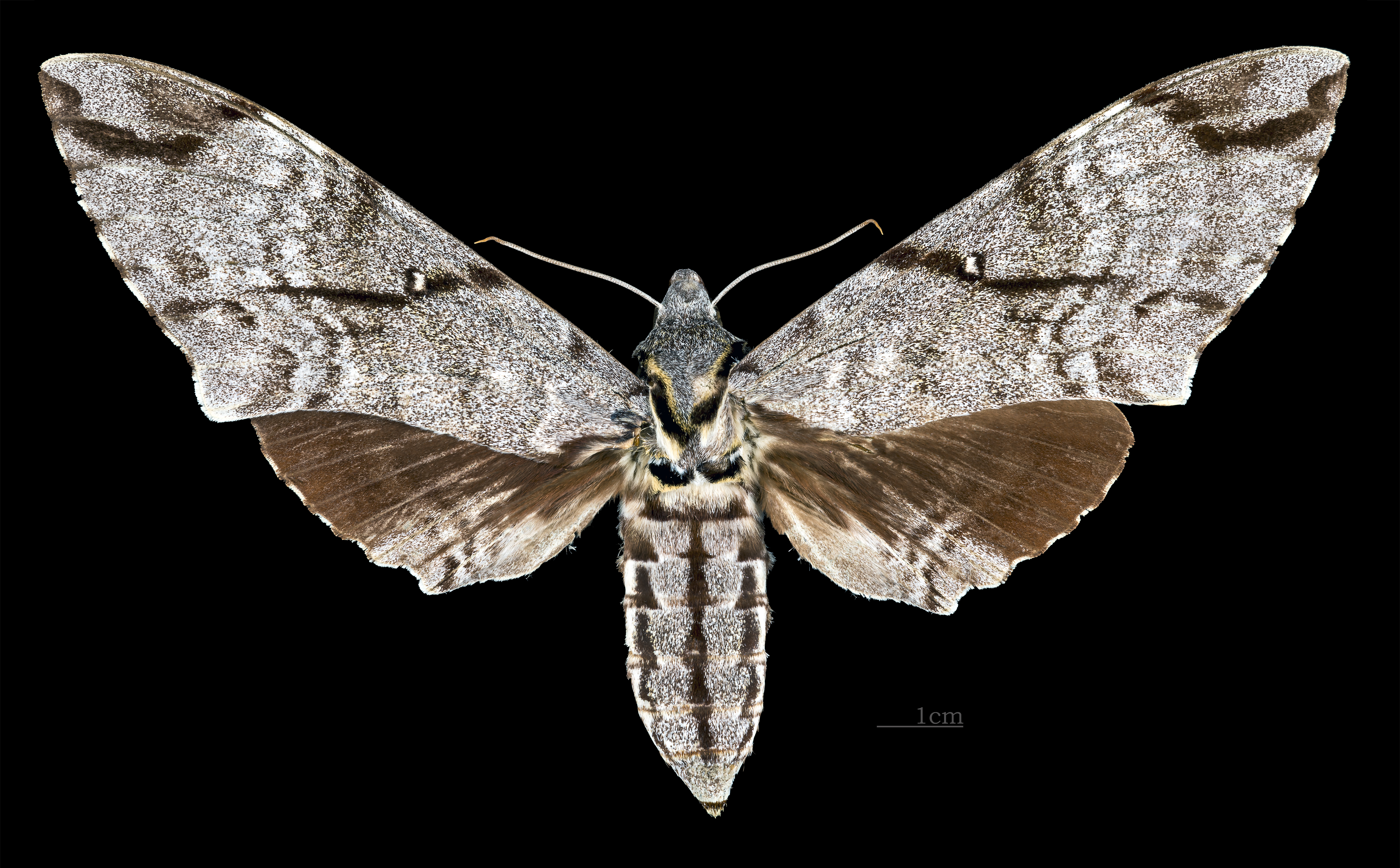
Meganoton analis sumatranus ♀
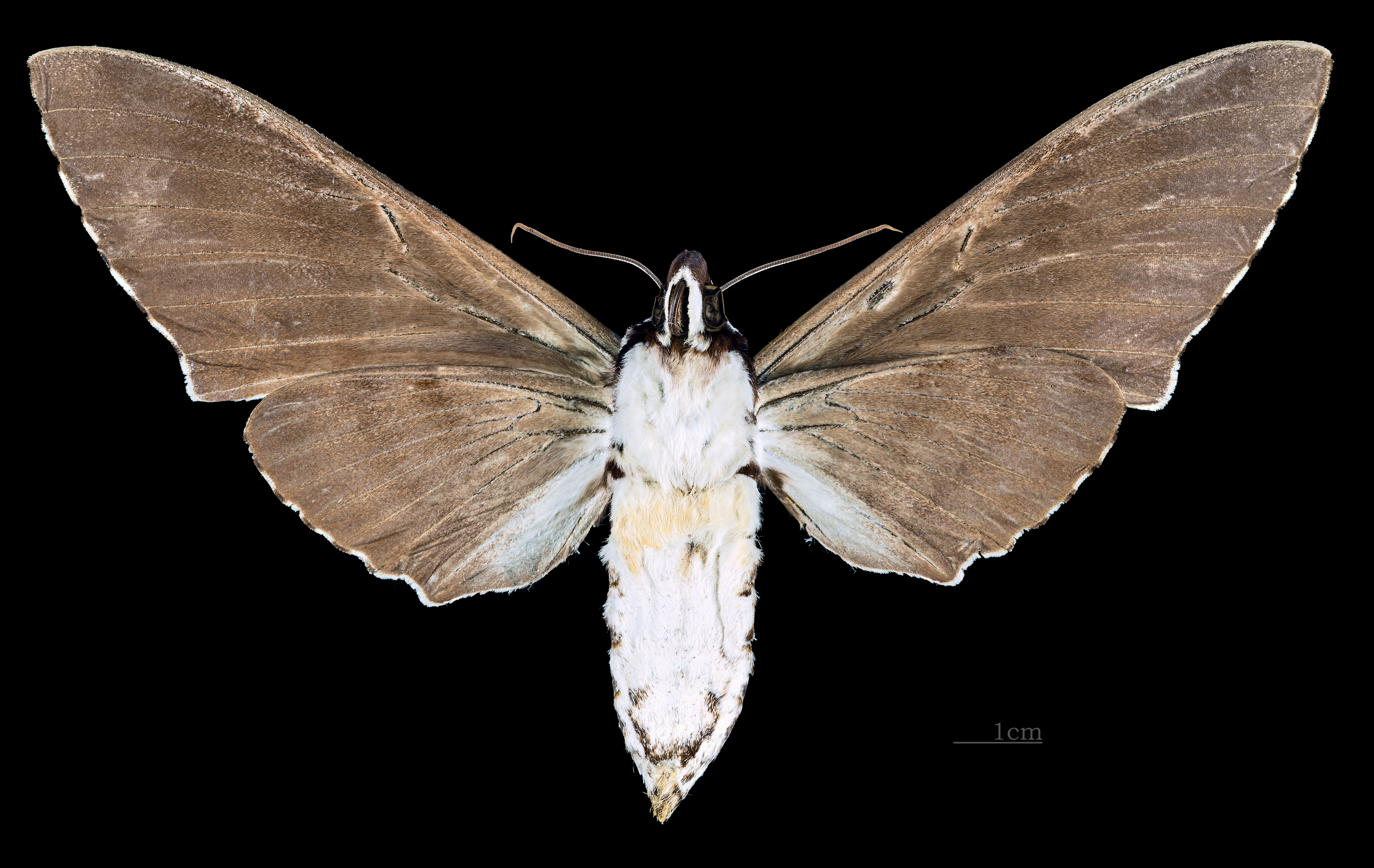
Meganoton analis sumatranus ♀ △
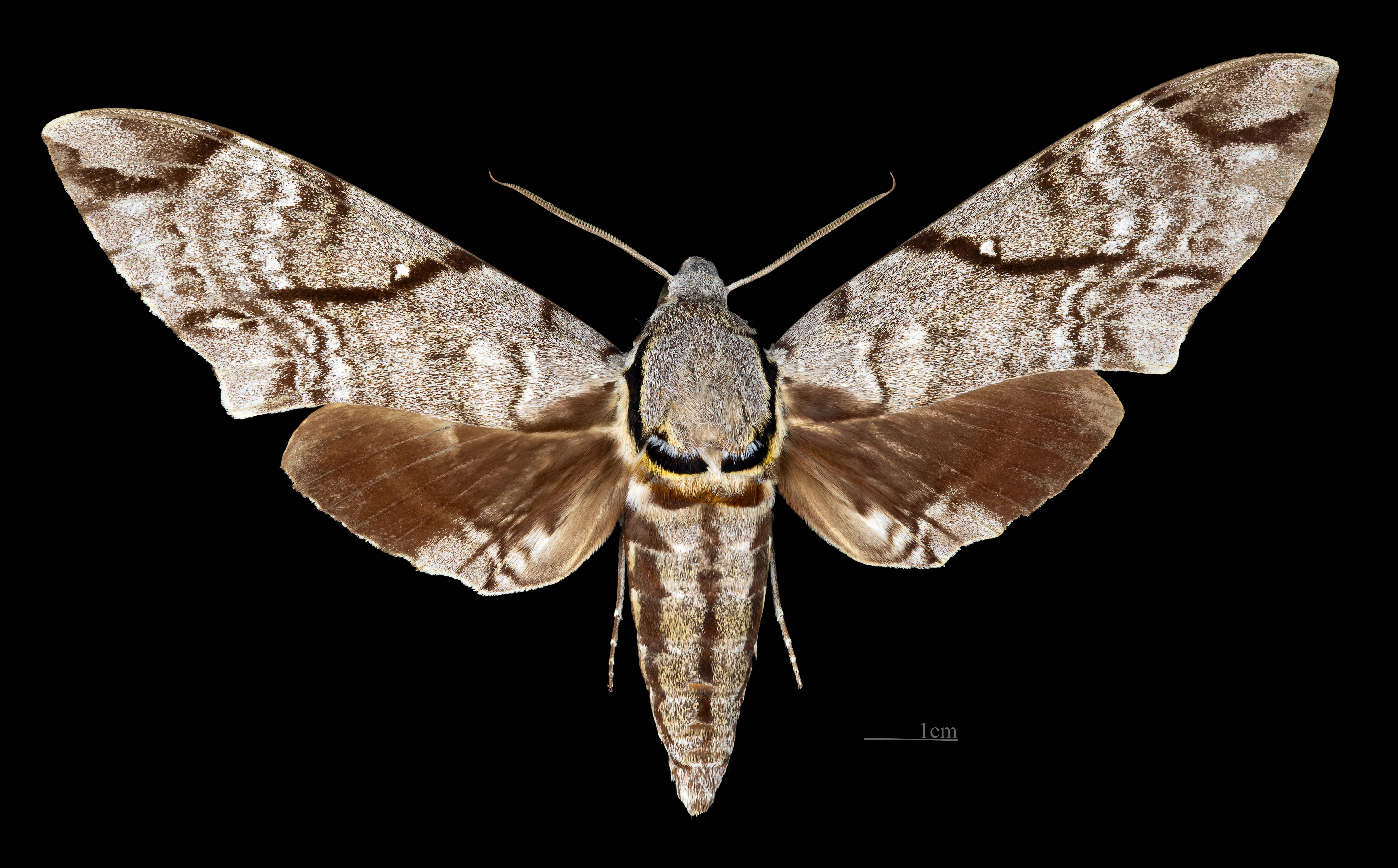
Meganoton analis sumatranus ♂
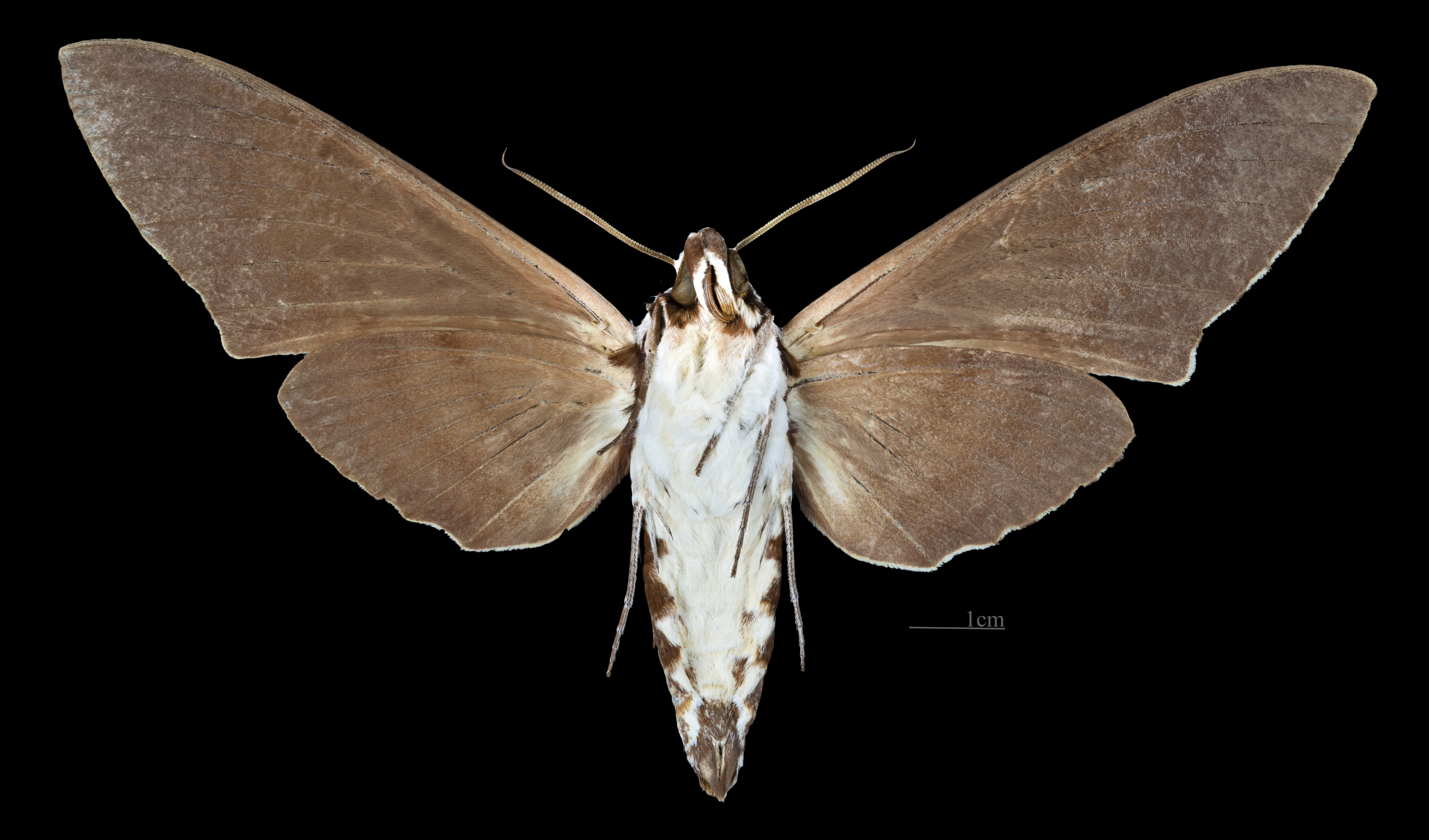
Meganoton analis sumatranus ♂ △